# Lato Muminków (powieść)
Lato Muminków (szwedzki tytuł Farlig Midsommar, czyli „Niebezpieczne Przesilenie Letnie”) – jest piątą powieścią z serii o Muminkach Tove Jansson, opublikowaną w 1954 roku. Głównym tematem powieści jest teatr, opisany jako proces irytujący, ale ostatecznie satysfakcjonujący. Powieść stanowi podstawę odcinków 28–30 serialu telewizyjnego z 1990 roku. 

## Fabuła
Pobliski wulkan powoduje ogromną falę, która zalewa Dolinę Muminków. Uciekając przed powodzią, rodzina Muminków z przyjaciółmi znajduje budynek przepływający w okolicy i zamieszkuje tam. Wierzą oni, że jest to opuszczony dom, dopóki nie uświadamiają sobie, że mieszka tam Emma. Po jej wyjaśnieniu, że budynek jest teatrem, Muminki zaczynają rozumieć scenerię, rekwizyty i kostiumy, które znaleźli. Teatr dryfuje na mieliznę, a Muminek i Panna Migotka decydują się spać na drzewie. Kiedy budzą się następnego ranka, teatr ponownie odpływa (Emma, zirytowana lekceważeniem teatralnych przesądów, odcumowuje budynek) i są sami. Kiedy Mała Mi przypadkowo wypada za burtę, zostaje uratowana przez Włóczykija, który wyrusza na zemstę na zrzędliwym Strażniku Parku. Wyrywa wszystkie znaki zakazujące chodzenie po trawie, zasiewa trawniki elektrycznymi Hatifnatami i uwalnia dwadzieścia czworo małych dzieci, które natychmiast akceptują go jako swojego ojca. Przypadki zbiegają się w czasie, gdy Muminek i Panna Migotka spotykają bratanicę zmarłego męża Emmy, Filifionkę, i we trójkę zostają aresztowani za palenie znaków, które powyrywał Włóczykij. Tymczasem w teatrze Emma pomaga Tacie Muminka napisać sztukę, a rodzina decyduje się ją wystawić. Uratowane przez Włóczykija dzieci znajdują reklamę przedstawienia i nakłaniają Włóczykija, by zabrał je do teatru. Paszczak, który aresztował Filifionkę, Muminka i Migotkę, również znajduje plakat i pozostawia swoją kuzynkę, by strzegła więźniów, podczas gdy on wyrusza, by zobaczyć grę. Kuzynka zostaje przekonana przez aresztowanych o ich niewinności i pozwala im pójść do teatru, gdzie wszyscy się spotykają na scenie, a samo przedstawienie zmienia się w wielką imprezę. Kiedy powodzie ustępują, każdy może bezpiecznie wrócić do domu.